# Alstroemeria philippii
Alstroemeria philippii este o specie de plante monocotiledonate din genul Alstroemeria, familia Alstroemeriaceae, descrisă de John Gilbert Baker.

## Subspecii
Această specie cuprinde următoarele subspecii:
- A. p. adrianae
- A. p. philippii